# فریزبی
فریزبی (به انگلیسی: Frisbee) یا بشقاب‌پرنده نوعی وسیله بازی است که از یک صفحه مدوّر لبه‌دار به قطر ۲۰ الی ۲۵ سانتی‌متر و وزن ان بین  ۱۷۰ تا ۱۷۵ گرم درست شده است. از این وسیله برای تفریح و ورزش رقابتی استفاده می‌شود. نحوه بازی به این صورت است که صفحه را به آسمان پرتاب می‌کنند و آن را می‌گیرند.

## پیشینه
فکر طراحی این صفحه مدور پلاستیکی در سال‌های دهه ۵۰ به فکر والتر فردریک موریسن رسید- سال‌هایی که با لو، دختری که بعدها به همسری او در آمد، در ساحل کالیفرنیا با یک تابه کوچک کیک‌پزی بازی می‌کردند. او اسم وسیله‌ای را که ساخته بود صفحه پلوتو گذاشت و آن را در بازارهای محلی می‌فروخت.
این وسیله به سرعت، محبوب بچه‌ها و بزرگ‌ترها شد تا سرانجام در سال ۱۹۵۷ آقای موریسن حقوق این اسباب بازی را به شرکت کالیفرنیایی «وام- او» فروخت. این شرکت متوجه شد که بیشتر نوجوان‌ها به این وسیله فریزبی Frisbie می‌گویند که در آن زمان نام یک شیرینی پای معروف بود. شرکت «وام-او» هم این وسیله را با اندکی تغییر، فریزبی Frisbee نام گذاشت تا با اسم آن نوع شیرینی کمی متفاوت باشد.